# ستيفان هريستوف
ستيفان هريستوف (بالبلغارية: Стефан Христов)‏ هو لاعب كرة قدم بلغاري في مركز الهجوم، ولد في 28 أغسطس 1989 في بلفن في بلغاريا. لعب مع نادي سبارتاك بليفين.

## وصلات خارجية
- ستيفان هريستوف على موقع قاعدة بيانات كرة القدم.إي يو (الإنجليزية)
- ستيفان هريستوف على موقع Soccerway.com (الإنجليزية)